# Хаджилар (дем Кукуш)
Вижте пояснителната страница за други значения на Хаджилар.
Хаджилар, Иджилар, Иджиларе или Яйджилар (на гръцки: Ξυλοκερατιά, Ксилокератия, до 1927 година: Γιατζηλάρ, Ядзилар) е село в Гърция, Егейска Македония, дем Кукуш, в област Централна Македония.

## География
Селото се намира североизточно от Горчивото езеро (Пикролимни), югозападно от град Кукуш.

## История
На ниския (1050 m) хълм Кардица, на около 3 km югозападно от Хаджилар и на 200 m от северния бряг на Горчивото езеро (Пикролимни) е открито праисторическо селище. Друго праисторическо селище е открито на 1,5 km южно от Хаджилар и на 0,75 km западно от пътя за Наръш (Неа Филаделфия) в местността Архонди Тумба. И в двете селища е открита повърхностна керамика и те са обявени в 1996 година за паметник на културата.

### В Османската империя
В „Етнография на вилаетите Адрианопол, Монастир и Салоника“, издадена в Константинопол в 1878 година и отразяваща статистиката на населението от 1873 година, Яйджилар (Yaïdjilar) е посочено като село в Авретхисарската каза с 80 къщи и 316 жители българи и 95 мюсюлмани. В началото на XX век Хаджилар е предимно българско село в Кукушка каза на Османската империя. Според Васил Кънчов („Македония. Етнография и статистика“) в 1900 година Хаджилар има 470 жители българи и 50 турци.
Между 1896 и 1900 година селото преминава под върховенството на Българската екзархия. По данни на секретаря на Българската екзархия Димитър Мишев („La Macédoine et sa Population Chrétienne“) в 1905 година в Иджилар (Idjilar) има 480 българи екзархисти и в него работи едно българско училище с един учител и 30 ученици.
По време на Хуриета през първата половина на 1909 година в Инджиларе е основано бюро (клон) на Съюза на българските конституционни клубове.
При избухването на Балканската война в 1912 година 13 души от Хаджилар са доброволци в Македоно-одринското опълчение.

### В Гърция
След Междусъюзническата война Хаджилар попада в Гърция. Боривое Милоевич пише в 1921 година („Южна Македония“), че Хаджилар махала (Хаџилар-махала) има 25 къщи турци. В периода 1923 – 1927 година по-голяма част от българското му население се изселва в България. В 1927 година селото е прекръстено на Ксилокератия. В 1928 година Хаджилар е представено като чисто бежанско със 79 бежански семейства и 330 души общо.
Църквата „Свети Георги“ е обявена за защитен паметник в 1986 година.
| Име     | Име       | Ново име | Ново име | Описание                                      |
| ------- | --------- | -------- | -------- | --------------------------------------------- |
| Яджилар | Γιατζιλάρ | Липаро   | Λιπαρό   | местност на Ю от Хаджилар и на Ю от Бакеика   |
| Чаири   | Τσαΐρια   | Ливади   | Λιβάδι   | местност на ЮИ от Хаджилар и на СИ от Бакеика |
| Керпич  | Κερπίτσ   | Плития   | Πλιθιά   |                                               |

Преброявания
- 2001 година – 504 души
- 2011 година – 273 души

## Личности
Родени в Хаджилар
- Александър (Алексо) Трайков (1889 – ?), македоно-одрински опълченец, 2 рота на 3 солунска дружина, ранен на 7 юли 1913, бронзов медал с корона[15]
- Ангел Христов (1881 – ?), македоно-одрински опълченец, хлебар, неграмотен, 2 рота на 9 велешка дружина[16]
- Анго Мицов, български революционер от ВМОРО, четник на Кимон Георгиев[17]
- Ване Митрев (Митров, 1877/1882 – ?), македоно-одрински опълченец, работник, Инженерно-техническа част на МОО, 1 рота на 3 солунска дружина[18]
- Васил Димитров (1892 – ?), македоно-одрински опълченец, ботушар, основно образование, Солунски доброволчески отряд, 4 роти на 14 воденска дружина[19]
- Георги (Гоце) Марков Георгиев (1882 – ?), македоно-одрински опълченец, неграмотен, Сярска чета, 3 рота на 13 кукушка дружина[20]
- Д. Касанов (Касапов, 1892 – ?), македоно-одрински опълченец, Сборна партизанска рота на МОО[21]
- Иван Митров, македоно-одрински опълченец, 2 рота на 3 солунска дружина[22]
- Никола (Коле) Трайков (1882 – ?), македоно-одрински опълченец, работник, ІІ отделение, 1 рота на 3 солунска дружина[23]
- Петко Гинев (1884 – ?), македоно-одрински опълченец, 4 рота на 10 прилепска дружина, 3 рота на 11 сярска дружина, орден „За храброст“ ІV степен[24]
- Трайко Ат. Трайков (1884 – ?), македоно-одрински опълченец, готвач, ІV отделение, 3 рота на 13 кукушка дружина[25]
- Трайко Наков (1885 – ?), македоно-одрински опълченец, неграмотен, четата на Крум Пчелински[26]
- Трайко Николов, български революционер от ВМОРО, четник на Аргир Манасиев[27]
- Трайчо Кьосето, български революционер, деец на ВМОРО
- Христо Атанасов, македоно-одрински опълченец, 20-годишен, каменар, 1 рота на 11 сярска дружина[28]
- Христо Стоименов Милошов (1884 – 1915), македоно-одрински опълченец, ІV отделение, 3 рота на 13 кукушка дружина,[29] загинал през Първата световна война[30]